# Gaston Bachelard

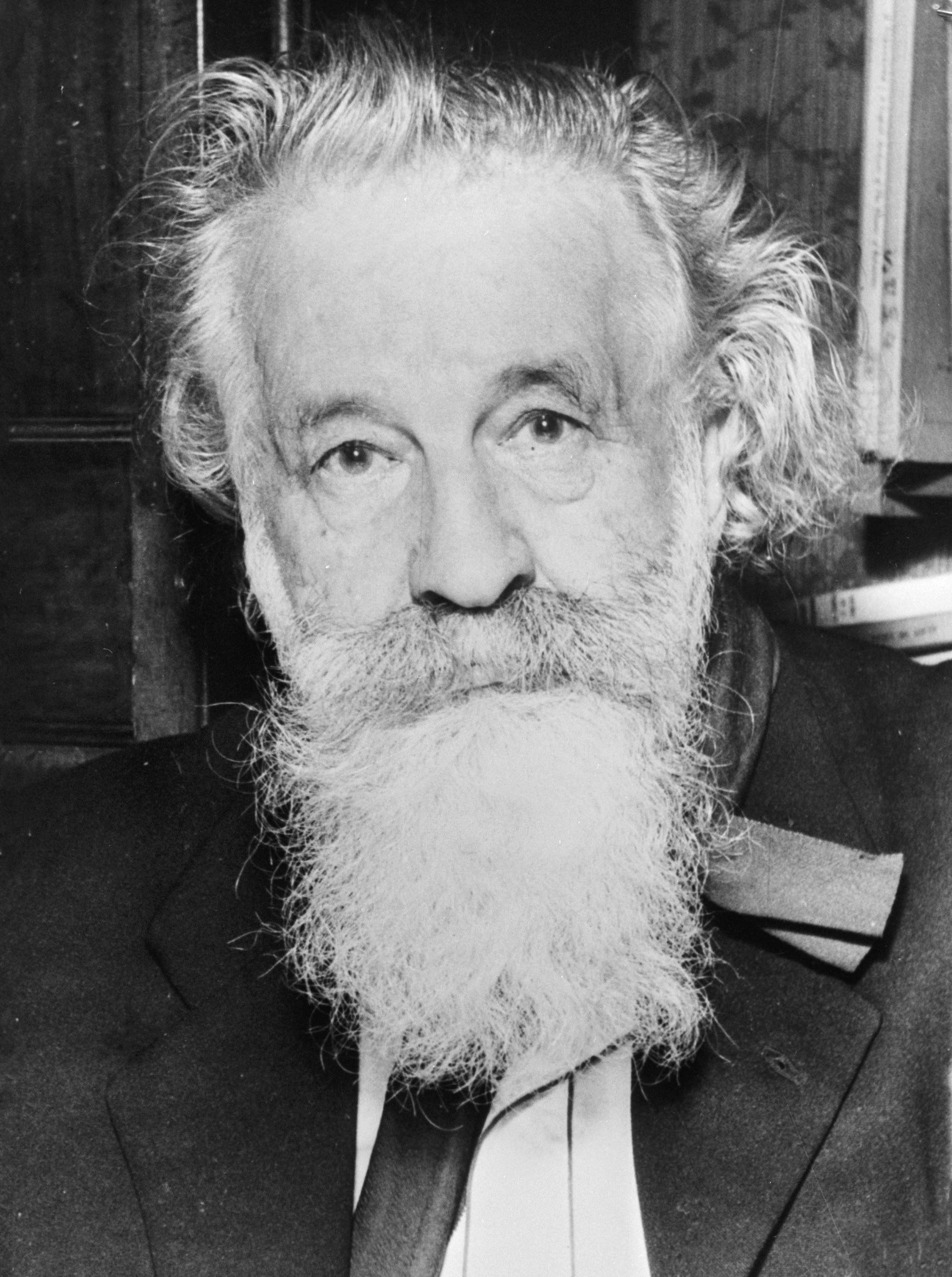
Gaston Bachelard

Gaston Bachelard (* 27. Juni 1884 in Bar-sur-Aube; † 16. Oktober 1962 in Paris) war ein französischer Philosoph, der sich mit Wissenschaftstheorie und Dichtung beschäftigte. In Wissenschaft wie künstlerischer Imagination sah Bachelard zwei unterschiedliche, aber gleichwertige Möglichkeiten, sich der Differenz des Neuen zu öffnen und als Mensch zu wachsen. Im Bereich der Wissenschaftstheorie sind seine Begriffe Erkenntnishindernis und epistemologisches Profil von Bedeutung.

## Leben
Gaston Louis Bachelard war Sohn eines Tabakhändlers. In der Kleinstadt nahe Troyes, wo er geboren wurde, ging er auch auf das Gymnasium und machte Abitur. 1902 war er Tutor (répétiteur) am Collège in Sézanne. Seinen Militärdienst leistete er von 1903 bis 1905 im zwölften Dragonerregiment von Pont-à-Mousson.
Ab 1907 verdiente er sich als Postbeamter in Paris seinen Lebensunterhalt. In seiner Freizeit studierte er unter schwierigen finanziellen Bedingungen Mathematik, Physik und Chemie an der naturwissenschaftlichen Fakultät von Paris und bereitete sich auf die Aufnahmeprüfung für die École supérieure de télégraphie vor. Kurz vor seinem Examen musste er das Studium jedoch unterbrechen, da er zum Dienst im Ersten Weltkrieg eingezogen wurde. Er verbrachte 38 Monate in kämpfenden Einheiten und erhielt das Croix de guerre.
Nach dem Krieg holte er das Examen an der Sorbonne nach und unterrichtete von 1919 bis 1930 als Gymnasiallehrer an seiner alten Schule in Bar-sur-Aube die Fächer Physik und Chemie. In dieser Zeit galt sein Interesse den Problemen der Didaktik und er kritisierte die verschiedenen Formen der déformation professionelle – Verzerrungen, die sich durch die Art der Präsentation wissenschaftlicher Ergebnisse in den Schulbüchern seiner Zeit ergaben.
Parallel zu seiner Tätigkeit als Lehrer studierte er Philosophie und erlangte 1922 das doctorat d’état, das Staatsexamen in Philosophie. Seine Dissertation trägt den Titel Essai sur la connaissance approchée und enthält die Nebenthese Étude de l’evolution d’un problème de physique: la propagation thermique dans les solides. Seine eigentliche Universitätskarriere begann er erst im Alter von 46 Jahren an der Universität Dijon, von wo er 1940, im Alter von 56 Jahren, zur Sorbonne wechselte und den Lehrstuhl für Geschichte und Philosophie der Wissenschaften seines ehemaligen Lehrers Abel Rey übernahm sowie zum Direktor des Instituts für Wissenschaftsgeschichte (L’Institut d’Histoire des Sciences et des Techniques) ernannt wurde.
Von 1940 bis 1954 unterrichtete er an der Sorbonne Wissenschaftsgeschichte und -theorie. 1947 gründete er zusammen mit Paul Bernays und Ferdinand Gonseth die philosophische Fachzeitschrift Dialectica. 1951 wurde ihm die Medaille der Ehrenlegion zuerkannt (1959 folgte der Titel Commandeur de la Légion d’honneur). 1955 wurde Bachelard an die Académie des Sciences Morales et Politiques berufen. Bis zu seinem Tod am 16. Oktober 1962 schrieb Bachelard 24 Bücher und erhielt 1961 für sein Werk den Grand Prix National des Lettres.

## Philosophie

### Dynamismus
Die frühen Arbeiten (1928–1940) Gaston Bachelards sind wissenschaftstheoretischer Art. In ihnen versuchte er, die Philosophie zu dynamisieren. Was ist damit gemeint? Zu Beginn des 20. Jahrhunderts kam es in den Naturwissenschaften zu grundlegenden Veränderungen, die neue Formen der Wissenschaftsgeschichte erforderten. Innerhalb weniger Jahrzehnte sah man sich mit einer nicht-euklidischen Geometrie, einer nicht-aristotelischen Logik, einer nicht-newtonschen Mechanik konfrontiert. Bachelard meint, dass die mehrmalige Umorientierung der Vernunft, die die neue Physik mit sich brachte, die Physiker mit einer Flexibilität im Denken ausgestattet habe, die von der Philosophie eher verhindert als gefördert wurde. Bachelard versuchte, in Reflexionen über die Bedingungen und Möglichkeiten eines Erkennens des Neuen die Philosophie so beweglich zu machen wie die Wissenschaften selbst.

### Wissenschaftlicher Materialismus
Weil ein geschlossener philosophischer Materialismus die Materie abstrahiert, ihr einen Schematismus in Form von „alles ist Materie“ oder „Materie ist …“ aufzwingt, also rein metaphorisch von Materie spricht, erübrigt sich diese Art zu sprechen. Was von der Materie sinnvoll gesagt werden kann, sagt die Wissenschaft, weil sie von bestimmten materiellen Phänomenen spricht. Ein philosophischer Materialismus, unabhängig vom Tun des Wissenschaftlers, ist sinnlos: Wenn ein Philosoph etwas über Materie sagen will, muss er sich auf das Tun des Wissenschaftlers einlassen, es zu begreifen versuchen. Ein solcher – verbesserter – Materialismus ist der offene Materialismus: er steht in einem offenen Begründungszusammenhang.

### Angewandter Rationalismus: Surrationalismus
Die Wahrheit bietet weder nur die Materie (Empirismus) noch nur der Geist (Rationalismus), erst recht nicht eine idealistische Vermittlung, sondern das Zusammenspiel von Materie und Geist. Die Differenz muss erhalten bleiben. Bachelard argumentiert für einen Pluralismus philosophischer Haltungen: Jede Philosophie stellt nur einen Aspekt des Begriffsspektrums dar; will man das gesamte Begriffsspektrum einer partikulären Erkenntnis erreichen, kommt man nicht umhin, sich mit dem philosophischen Leben der Begriffe in der Entwicklung des wissenschaftlichen Denkens zu beschäftigen. Eine Philosophie, die als Statthalter des Allgemeinen oder gar der Wahrheit auftritt, ist für Bachelard endgültig überholt.
Weil die Ratio stets nur in der Anwendung, in ihrer eigenen Überschreitung, real ist, bilden angewandter Rationalismus und rationaler Materialismus die beiden Aspekte einer Philosophie, die auf die Wissenschaft angewandt wird, und einer Wissenschaft, die auf Philosophie angewiesen ist. Für Bachelard ist es keine Übertreibung, „die mit Instrumenten arbeitende Wissenschaft als ein Transzendieren der auf der natürlichen Beobachtung beruhenden Wissenschaft [zu] definieren […]. Es besteht nämlich ein Bruch zwischen der sinnlichen und der wissenschaftlichen Erkenntnis. Man sieht die Temperatur auf einem Thermometer; aber man empfindet sie nicht. Ohne eine Theorie wüsste man nie, ob das, was man sieht, und das, was man empfindet, demselben Phänomen entspricht.“ Mit anderen Worten: Wissenschaftliche Tätigkeit muss, wenn sie experimentiert, auf Vernunftgründe zurückgreifen; geht sie von Vernunftgründen aus, muss sie experimentieren.

#### Gegen Descartes
Bachelard kritisiert die Vorstellung der Unveränderlichkeit in Descartes’ cogito: Nicht „Ich denke, also bin ich“, sondern „Ich denke Differenz, also ändert sich mein Ich“: Das Denken verändert sich in seiner Form, wenn es sich im Umgang mit seinem Objekt verändert. René Descartes beging, laut Bachelard, den prinzipiellen Fehler, eine Methode zu propagieren, die für sich den Anspruch erhebt, aus skeptischer Distanz möglichst einfache Aussagen über reales Erfahrungsgeschehen machen zu können: „Die cartesische Methode ist reduktiv und nicht induktiv. Eine solche Reduktion verfälscht die Analyse und beeinträchtigt die Ausdehnung des objektiven Denkens. Ohne eine solche Erweiterung gibt es jedoch kein objektives Denken und keine Objektivierung.“
Die eigentliche Aufgabe objektiver Forschung besteht nicht nur darin, die Welt zu explizieren, sondern darin, die Erfahrung zu komplizieren.
Descartes wollte von klaren und einfachen Ideen ausgehen, Bachelard meint, dass es keine „einfachen“, sondern nur komplexe Ideen gibt. Nicht jene Theorie ist die beste, die die Realität auf die einfachste Weise zu erklären versucht, sondern jene, die versucht, den Phänomenen in ihrer tatsächlichen Komplexität gerecht zu werden. Eine Theorie also, die surrational ist und das Relationengeflecht der materialen Welt berücksichtigt.

#### Gegen Bergson
Henri Bergsons Begriff des élan vital, der Lebenskraft, wird von Bachelard in Form eines élan intellectuel umgemünzt: Weil die Wissenschaft neue Denkmodelle erzeugt, sind wir mit profunder Flexibilität begabte Wesen: Geistige Revolutionen sind Diskontinuitäten des Denkens, sie erzeugen Mutationen. Der Mensch ist eine Spezies, die diese Mutationen braucht, die leidet, wenn sie sich nicht verändert.
In den beiden Schriften L’intuition de l’instant (1932) und La dialectique de la durée (1936) wendet sich Bachelard gegen Bergson und polemisiert sowohl gegen dessen Annahme von zwei Ich-Begriffen (Oberflächen-Ich und konkretes Ich) als auch gegen Bergsons Begriff der Dauer (durée) als Kontinuität.
(Für eine gegenteilige Auffassung zum Verhältnis Bachelard-Bergson vgl. den Wikipedia-Artikel Épistémologie.)

### Dreistadiengesetz des wissenschaftlichen Geistes
Bachelard präzisiert das Dreistadiengesetz von Auguste Comte, um deutlich zu machen, welche Phasen der wissenschaftliche Geist in seiner Bildung durchmacht:
1. Die konkrete Stufe: Der Geist erfreut sich hier der ersten Bilder der Erscheinungen und stützt sich auf eine philosophische Literatur, die die Natur verherrlicht und auf wundersame Weise zugleich die Einheit der Welt und ihre reiche Vielfalt besingt.
2. Die konkret-abstrakte Stufe: Der Geist trägt hier geometrische Schemata an die physikalische Erfahrung heran und stützt sich auf eine Philosophie der Einfachheit. Der Geist befindet sich noch in einer paradoxen Lage: er ist sich seiner Abstraktion umso sicherer, je deutlicher diese Abstraktion sich ihm in einer sinnlichen Anschauung darstellt.
3. Die abstrakte Stufe: Der Geist unternimmt hier Erkundungen, die sich der Anschauung des realen Raumes eigenwillig entziehen, die sich eigenwillig von der unmittelbaren Erfahrung lösen und sogar in offenem Widerspruch zur stets unsauberen, immer gestaltlosen primären Realität stehen.

Diesem Dreistadiengesetz fügt Bachelard eine Art Gesetz der drei Gemütszustände hinzu, die durch Interessen gekennzeichnet sind:
1. Das kindliche oder mondäne Gemüt: es ist von naiver Neugier beherrscht, steht mit dem größten Erstaunen vor der geringsten instrumentierten Erscheinung, spielt mit der Physik zu seiner Zerstreuung, um einen Vorwand für einen seriöse Attitüde zu haben, es nimmt die Gelegenheit wie ein Sammler, ist passiv bis ins Glück des Denkens.
2. Das professorale Gemüt: es ist stolz auf seinen Dogmatismus, verharrt unbeweglich in seiner ersten Abstraktion, beruft sich sein Leben lang auf die Schulerfolge seiner Jugend, redet jedes Jahr von seinem Wissen, setzt seine Beweise ganz im deduktiven Interesse, dieser so bequemen Sätze der Autorität, es unterrichtet den Dienstboten, wie es Descartes tat, oder jeden beliebigen Bourgeois wie der außerordentliche Professor.
3. Das an Abstraktion und Überfeinerung krankende Gemüt (unglückliches wissenschaftliches Bewusstsein): es ist stets unvollkommenen induktiven Interessen ausgeliefert, es spielt das gefährliche Spiel eines Denkens ohne stabilen Rückhalt im Experiment; ständig wird es von den Einwänden der Vernunft verwirrt, unablässig zieht es ein besonderes Recht zur Abstraktion in Zweifel, ist sich jedoch sicher, dass die Abstraktion eine Pflicht ist, die Pflicht der Wissenschaft, der endlich geläuterte Besitz des Denkens der Welt.

Diese Interessen gilt es, laut Bachelard, einer Psychoanalyse zu unterziehen, da sie die Basis für „Wertgebungen“ darstellen, die die objektive Erkenntnis entwerten.

### Erkenntnishindernis(obstacle épistémologique)
Im Unbewussten des Erkenntnisakts selbst finden sich Erkenntnishindernisse, bestimmte Wertgebungen und Annahmen, die sich dem Streben nach immer größerer Abstraktion entgegenstellen.
Dies ist z. B. (siehe die Kritik an Descartes) die Suche nach Allgemeinheit und Einfachheit als Selbstzweck. Aber auch einzelne Begriffe, Bilder und Wörter ziehen den vorwissenschaftlichen Geist an und verhindern so wissenschaftlichen Fortschritt. (Es handelt sich hier jedoch nicht um Hindernisse wie z. B. die Schwäche der Sinne oder des menschlichen Geistes!)
Bachelard untersucht die epistemologischen Hindernisse anhand von historischen Analysen, die rückblickend sichtbar machen, welche Irrtümer und Hindernisse nach geglückter Erkenntnis aus dem Weg geräumt werden konnten. Auch hier bedient er sich einer Dreiteilung:
1. Vorwissenschaftliche Periode: Animismus, Indifferenz von Wissenschaft und Dichtung im Bann der Natur (klassische Antike, Renaissance, 16., 17. und 18. Jahrhundert).
2. Wissenschaftliche Periode: Stadium der klassischen Physik, Wissenschaft im Bann des Einfachen; Geist der Ordnung und Klassifikation (vom 18. Jahrhundert bis zum Beginn des 20. Jahrhunderts).
3. Neue wissenschaftliche Periode: Wissenschaft in ihrer Emanzipation von Unmittelbarkeit, Anschaulichkeit und vorgegebener Realität – „surrationalistischer“ Begriff von Wissenschaft (beginnt mit der Einsteinschen Relativitätstheorie im Jahr 1905).

Wissenschaft ist nicht „verbesserte“ Alltagserfahrung: in der Alltagserfahrung wird Komplexes in Einfaches überführt, die Wissenschaft führt Einfaches in Komplexes über. Funktion einer Psychoanalyse der objektiven Erkenntnis ist es, zu zeigen, dass wissenschaftliche Gedanken Ausdruck bewältigter Schwierigkeiten, Irrtümer und Hindernisse sind.
Selbst wenn eine Theorie faktisch recht hat, hat sie unrecht, wenn sie das Faktum nicht erkennt – man kann „auch im Recht unrecht haben“.

### Epistemologisches Profil
Da kein epistemologischer Bruch mit der (historisch) vorangegangenen Denkweise total ist, finden sich in der jeweils fortgeschritteneren Erkenntnisform Reste früherer Stufen (d. h. Reste überwundener epistemologischer Hindernisse) – Bachelard schlägt nun vor, mittels einer differentiellen Philosophie das Werden von Begriffen, die Transformation von seiner realistischen in seine rationalistische Form, nachzuzeichnen.
In der Philosophie des Nein (1940) erläutert Bachelard dies beispielhaft durch die wissenschaftshistorische Analyse von Begriffen wie Substanz, Masse, Anschauung und den Prinzipien der Logik.

### Psychoanalyse des Feuers
Als sich Bachelard 1938 daran macht zu zeigen, wie sich bestimmte archetypische Bilder, die wir vorwissenschaftlich mit Feuer in Verbindung bringen, als Erkenntnishindernisse darstellen lassen, entdeckt er, gleichsam gegen sein eigenes Vorhaben, dass Feuer nicht nur ein epistemologisches Hindernis darstellt: In den poetischen Bildern, die den Grundelementen entspringen, liegt eine eigenständige, andere „Wahrheit“.
Die psychoanalytische „Methode“ Bachelards hat mehr Gemeinsamkeiten mit den Theorien Carl Gustav Jungs als mit jenen Sigmund Freuds: Im Gegensatz zu Freud betont Bachelard (1) die formative Rolle, die das Verhältnis von Mensch zu Materie spielt (nicht: instinktiv-sexuelle Mitmenschlichkeit), (2) den intellektuellen (nicht: sexuellen) Ursprung dieses affektiven Interesses an der Welt und (3) siedelt den Ursprung poetischer Bilder nicht in den Tiefen des Instinkts, sondern in der „Zwischenzone“ (zone intermédiaire), dem Bereich zwischen Unbewusstem und rationalem Bewusstsein, an. Poetische Bilder gehören zur Zone materieller Träumereien, die jeder Kontemplation vorangehen.
Begrifflich unterscheidet Bachelard Traum (rêve) von Träumerei (rêverie) insofern, als letztere die poetische Einbildungskraft (Imagination) ausdrückt, die immer ihren Anstoß durch Objekte erfährt. Traum ist dagegen pure Subjektivität (ohne Differenz durch eine Außenwelt): der Nachttraum, ohne Bewusstsein von der Welt. In der Träumerei hingegen ist immer ein Aspekt des Bewusstseins, aktive Gegenwart des Träumers. Dichtung schafft gleichzeitig den Träumer und seine Welt. Die Vorstellung einer materiellen Imagination beeinflusste Jean-Paul Sartres „Psychoanalyse der Sachen“ in L’Être et le néant.
Die Philosophie übernimmt eine Art Vermittlerrolle zwischen den beiden Zugangsarten zur Wirklichkeit: „Alles was die Philosophie erhoffen kann, ist, Poesie und Wissenschaft zu zwei komplementären Bereichen zu machen, sie wie zwei gut aufeinander abgestimmte Gegensätze zu verbinden.“

### Imaginierendes Lesen
Ab 1940 wandte sich Bachelards Interesse der Literatur zu. Sein Buch Lautréamont ist ein erster Versuch, der rationalen Lesart der Literaturkritik seiner Zeit ein „imaginierendes Lesen“ entgegenzusetzen.
Anhand der „Gesänge des Maldoror“ des Comte de Lautréamont (= Pseudonym für Isidore Ducasse) zeigt Bachelard, wie man dieses proto-surrealistische Prosagedicht als eine Summe von literarischen (Tier-)Bildern auffassen kann, die miteinander in einer assoziativen Verbindung stehen. Was Bachelard hier besonders interessiert, ist die Dynamik der Metamorphosen, mit welcher der Ich-Erzähler Maldoror seinen Wechsel von Menschen- zu Tiergestalt beschreibt. Bachelard entdeckt hier eine „poetische Geschwindigkeit“, die er der „poetischen Langsamkeit“ von Franz Kafkas „Verwandlung“ gegenüberstellt: Kafkas Erzählung dient Bachelard als Beispiel eines negativen Lautréamont Komplexes.

### Bachelards Phänomenologie der Seele
Mit Ende der 1940er Jahre wandte Bachelard sich zunehmend von der Psychoanalyse ab, weil die Erforschung des Unbewussten nicht ausreiche, die literarische Schönheit erschaffende schöpferische Einbildungskraft zu fassen. Mittels einer Phänomenologie geschriebener Bilder untersuchte er nun den dichterischen Akt und versuchte die Autonomie der Imagination zu begründen. In der Poetik des Raumes (1957) wird so das Bild zu einer ontologischen Realität. Das poetische Bild ist ein eigenständiges Phänomen, das nicht mehr bloß Symptom eines archetypischen Inhalts darstellt. Das Besondere eines Dichters lässt sich, so Bachelard, nicht kausal aus seiner Vergangenheit ableiten: Dichtung ist von einer essentiellen Neuartigkeit und Aktualität. Einem Intellektualisieren soll ein Nacherleben in der Lektüre entgegengestellt werden. Nur so kann das poetische Bild im Leser einen Widerhall erzeugen, im Leser selbst Wurzel schlagen. Die Folge: Der Leser partizipiert an der Kreativität des Dichters und wird so selbst in seinen Träumereien schöpferisch aktiv.
Während auf der objektiven intellektuellen Seite die Beschäftigung mit Wissenschaft unserem Denken Flexibilität verleiht und das Denken sich so kreativ der Zukunft öffnet, ist die subjektive Beschäftigung mit Dichtung ein Mittel die Einbildungskraft zu revolutionieren, neue Sprachformen zu entdecken. Das dichterische Bild verstärkt das Leben, macht es lebendiger, indem es ein „Emportauchen“ aus der bedeutungsgebundenen Sprache ermöglicht.

## Wirkungsgeschichte

### Der Einfluss Bachelards in Frankreich
Bachelards Einfluss auf die Wissenschaft in Frankreich zieht sich quer durch ein breites disziplinäres Spektrum und reicht von den Naturwissenschaften bis zur Literaturtheorie, insbesondere der Nouvelle Critique. Das Werk von Autoren wie Georges Poulet, Jean Starobinski und Jean-Pierre Richard, auch das von Roland Barthes oder Michel Foucault, ist von Bachelard beeinflusst.
Im institutionellen Bereich der Sorbonne übernahm Georges Canguilhem, ein Schüler Bachelards, nach diesem den Lehrstuhl der Geschichte und Philosophie der Wissenschaften. Canguilhem setzte Bachelards Zugang zur Epistemologie fort und dehnte ihn auf die Geschichte der Medizin und Biologie aus. Die Notwendigkeit einer diskursiven Übereinstimmung innerhalb einer Wissenschaftlergemeinschaft, die durch Bachelards Begriff union des travailleurs de la preuve umrissen wird, und die „scientific community“ in ihrem Schaffen der kreativen Einzelleistung des Dichters gegenüberstellt, wurde von Georges Canguilhem hervorgehoben. (Bachelards Begriff findet sich in Le Rationalisme appliqué.)
Suzanne Bachelard (1919–2007), Bachelards Tochter, trat später die Nachfolge Canguilhems an der Sorbonne an und setzte so die Arbeit ihres Vaters fort. Ihre Mutter Jeanne Rossi starb am 20. Juni 1920, so dass sich der Vater um ihre Erziehung kümmerte.
Louis Althusser, ebenfalls Schüler Bachelards, zählte im Unterricht seinen Lehrer zu den bevorzugten maîtres à lire und versuchte Begriffe von Bachelards Epistemologie für eine neue theoretische Leseart der Marxschen Hauptwerke nutzbar zu machen.
Vor allem Bachelards literaturkritische Schriften finden weiterhin Resonanz. Seine aus Philosophie und Wissenschaftstheorie resultierende Theorie der Entrationalisierung literarischer Rezeption wird heute als Vorläufer der Nouvelle Critique verstanden. Dem positivistisch orientierten Biographismus, üblich in der französischen Literaturgeschichtsschreibung vor dem Zweiten Weltkrieg, stellte Bachelard eine textimmanente Analyse des dichterischen Bildes entgegen. Nicht die Biographie des Autors und direkte Textbezüge zum Erleben des Dichters, sondern die primäre Gegebenheit von Werk und Bildsprache rückt ins Zentrum des Interesses. Die Rückführung der Bildsprache auf einen beherrschenden Komplex, der selbst die individuelle Ausformung einer menschlichen Urerfahrung im Kontakt mit den Elementen (Feuer/Wasser/Luft/Erde) ist, wird in Bachelards frühen literaturtheoretischen Schriften noch psychologisch begründet, weicht aber dann zunehmend einer Phänomenologie der Traumbilder.

### Rezeption im Ausland
Die Rezeption Bachelards im Ausland findet mit ziemlicher Verzögerung statt: Zu Lebzeiten Bachelards waren nur fünf seiner Werke in Übersetzungen erhältlich. (Die Bildung des wissenschaftlichen Geistes und L’Air et les Songes wurden 1948 respektive 1958 ins Spanische übertragen; in deutscher Sprache ist 1950 die Psychoanalyse des Feuers erschienen, 1960 schließlich die Poetik des Raumes; weiters erschien 1951 eine italienische Übersetzung von Der neue wissenschaftliche Geist.) Erst ab 1970 sollte sich dies etwas bessern. Doch auch heute sind erst fünf seiner Bücher ins Deutsche übersetzt.
Im anglo-amerikanischen Raum liegt der Schwerpunkt akademischen Interesses im Bereich der poetologischen Werke Bachelards.
Es ist wohl nur anhand der Übersetzungsgeschichte verständlich, dass Bachelard lange Zeit kaum rezipiert wurde. Bereits zwanzig Jahre vor Thomas Kuhns Buch Die Struktur wissenschaftlicher Revolutionen – heute ein Standardwerk der wissenschaftstheoretischen Debatte – findet sich bei Gaston Bachelard die Betonung der Diskontinuität als entscheidendes Merkmal wissenschaftlicher Entwicklung: Den Begriff der „coupure épistemologique“ (des erkenntnistheoretischen Bruchs) besetzt Kuhn mit dem Krisenbegriff anstelle des Fortschrittsbegriffs: Wissenschaftliche Disziplinen entwickeln sich nicht linear, in Form eines kontinuierlichen Akkumulierens von Erkenntnissen, als Zusammenfassung und Strukturierung von je unmittelbar evidenten Erfahrungstatsachen, sondern weil sie von Zeit zu Zeit in der Lage sind, in Krisen zu geraten, die ihr Weltbild völlig verändern und zu einem revolutionären Wandel ihrer Grundannahmen führen. Die „Vermittlerrolle“ zwischen Bachelards und Kuhns Begriffen scheint Alexandre Koyrés Re-Interpretation des erkenntnistheoretischen Bruchs zuzukommen.
Ob die Parallelen in den wissenschaftstheoretischen Schriften von Bachelard und Karl Popper auf Poppers Kenntnis von Bachelards These der annähernden Erkenntnis (connaissance approchée) zurückgeführt werden können, ist nicht belegt. Sicher ist, dass Bachelard und Popper beide am achten Kongress für Philosophie (2.–7. September 1934) in Prag teilnahmen und dass Bachelard dort diese bereits 1928 veröffentlichte These in seinem Vortrag weiterentwickelte. Poppers Approximationstheorie aus Logik der Forschung (1934) ist mit Bachelards Ansatz vergleichbar: Beide Philosophen vertreten, dass jeder Erkenntniszuwachs ein Schritt über die Stufe eines (erkannten) Irrtums ist, was bedeutet, dass jeder Wissensfortschritt eine Geschichte von Irrtümern offenlegt. Der Irrtum wird so zu einem positiven Index des wissenschaftlichen Fortschritts.
Für beide Philosophen gilt: Eine sichere Erkenntnis des Wahren ist den empirischen Wissenschaften verwehrt. Der wissenschaftliche Geist strebt nach Wahrheit, nähert sich ihr stets, erreicht und besitzt sie aber nie endgültig. Bachelard ist allerdings – im Gegensatz zu Popper – mehr an der Beschreibung der Dynamik des Wissensfortschritts, auf das damit verbundene Tun, interessiert als an der Suche nach einem logischen Kriterium für Fortschritt wie es das Kriterium der Falsifizierbarkeit Poppers darstellt.

## Werkverzeichnis
- Essai sur la connaissance approchée. Paris 1928. (Versuch über die approximative Erkenntnis)
- Étude sur l’évolution d’un problème physique: la propagation thermique dans les solides. Paris 1928. (Studie über die Entwicklung eines physikalischen Problems: Die Wärmeausbreitung in Festkörpern)
- La Valeur inductive de la Relativité. Paris 1929. (Der induktive Wert der Relativität)
- Le Pluralisme cohérent de la chimie moderne. Paris 1932. (Der kohärente Pluralismus der modernen Chemie)
- Le Nouvel esprit scientifique. Paris 1934; dt. Ausgabe: Der neue wissenschaftliche Geist. Übers. von Michael Bischoff. Suhrkamp, Frankfurt am Main 1988.
- L’Intuition de l’instant. Paris 1935. (Die Intuition des Augenblicks)
- Les Intuitions atomistiques. Essai de classification. Paris 1935. (Die atomistischen Anschauungen. Eine Studie der Klassifikation)
- La Dialectique de la Durée. Paris 1936. (Die Dialektik der Dauer)
- L’Expérience de l’espace dans la physique contemporaine. Paris 1937. (Die Erfahrung des Raumes in der zeitgenössischen Physik)
- La Formation de l’esprit scientifique. Contribution à une psychoanalyse de la connaissance objective. Paris 1938; dt. Ausgabe: Die Bildung des wissenschaftlichen Geistes. Beitrag zu einer Psychoanalyse der objektiven Erkenntnis. Übers. von Michael Bischoff. Suhrkamp, Frankfurt am Main 1978.
- La Psychanalyse du feu. Paris 1938; dt. Ausgabe: Die Psychoanalyse des Feuers. Übers. von Simon Werle. Hanser, München 1985.
- Lautréamont. Paris 1940. (Lautréamont)
- La Philosophie du Non. Paris 1940; dt. Ausgabe: Die Philosophie des Nein. Versuch einer Philosophie des neuen wissenschaftlichen Geistes. Übers. von Gerhard Schmidt u. Manfred Tietz. Wiesbaden 1978 (Neu: stw 325)
- L’Eau et les rêves. Essai sur l’imagination de la matière. Paris 1942. (Das Wasser und die Träume. Versuch über die Imagination der Materie)
- L’Air et les songes. Essai sur l’imagination du mouvement. Paris 1943. (Die Luft und die Traumbilder. Versuch über die Imagination der Bewegung)
- La Terre et les rêveries de la volonté: essai sur l’imagination des forces. Paris 1948. (Die Erde und die Träumereien des Willens: Versuch über die Imagination der Kräfte)
- La Terre et les rêveries du repos: essai sur les images de l’intimité. Paris 1948. (Die Erde und die Träumereien der Ruhe: Versuch über die Bilder der Vertrautheit)
- Le Rationalisme appliqué. Paris 1949. (Der angewandte Rationalismus)
- L’Activité rationaliste de la physique contemporaine. Paris 1951. (Die rationalistische Tätigkeit der zeitgenössischen Physik)
- Le Matérialisme rationnel. Paris 1953. (Der rationale Materialismus)
- La Poétique de l’éspace. Paris 1957; dt. Ausgabe: Die Poetik des Raumes. Übers. von Kurt Leonhard. Hanser, München 1975 (als Taschenbuch: Fischer, Frankfurt am Main 1997 [fi 7396]).
- La Poétique de la rêverie. Paris 1961. (Die Poetik der Träumerei)
- La flamme d’une chandelle. Paris 1961; dt. Ausgabe: Die Flamme einer Kerze. Übers. von Gloria von Wroblewski. Hanser, München 1988.
- La Poétique du Phénix. Unvollendetes Manuskript (Die Poetik des Phönix)

Auf Deutsch erschien auch eine Übersetzung des Sammelbandes wissenschaftstheoretischer Schriften unter dem Titel Epistemologie (Ausgewählte Texte, ausgewählt von Dominique Lecourt). Bei Bollman erschien 1991 das Buch über die Arbeiten des Graveurs Albert Flocon mit Texten von Paul Éluard und Gaston Bachelard, Die Bücher des Albert Flocon. (Beide Titel sind z. Zt. vergriffen.)
2017 gab Monica Wulz im Verlag der Paderborner Konstanz University Press einen Band mit ins Deutsche übersetzten Texten mit dem Titel Der Surrationalismus, ISBN 978-3-86253-086-1. heraus.